# Aspidoglossum
Aspidoglossum là chi thực vật có hoa trong họ Apocynaceae.